# Crispatotrochus squiresi
Espèce
Statut CITES
Crispatotrochus squiresi est une espèce de coraux appartenant à la famille des Caryophylliidae.